# CZWアイアンマン王座
CZWアイアンマン王座（シージーダブリューあいあんまんおうざ | CZW Iron Man Championship ― シージーダブリュー・アイアン・マン・チャンピオンシップ）は、1999年2月13日に創設され、2009年7月11日に廃止された、コンバット・ゾーン・レスリングの認定によるアイアンマン・マッチのチャンピオンベルトである。

## 獲得史
| 名前                               | 回 | 獲得日         | 場所                             | 備考                                                     |
| ---------------------------------- | -- | -------------- | -------------------------------- | -------------------------------------------------------- |
| デレク・ドミノ                     | 1  | 1999年2月13日  | ニュージャージー州マントヴァ     | 於『オープニング・ナイト』                               |
| ロボ                               | 1  | 1999年2月13日  | ニュージャージー州マントヴァ     | 於『オープニング・ナイト』                               |
| ジャスティス・ペイン               | 1  | 1999年6月19日  | ニュージャージー州マントヴァ     | 於『ダウン・イン・フレイムス』                           |
| ロボ                               | 2  | 1999年10月16日 | ニュージャージー州マントヴァ     | 於『ケージ・オブ・デス』                                 |
| ワイフビーター                     | 1  | 2000年3月11日  | ニュージャージー州ソウェル       | 於『マーチ・バイオレンス』                               |
| マッドマン・ポンド                 | 1  | 2000年6月10日  | ニュージャージー州ソウェル       | 於『ケージド・トゥー・ジ・エンド』                       |
| ワイフビーター                     | 2  | 2000年7月22日  | ニュージャージー州ソウェル       | 於『ノー・ルールズ，ノー・リミッツ』                     |
| ニック・ゲージ                     | 1  | 2000年7月22日  | ニュージャージー州ソウェル       | 於『ノー・ルールズ，ノー・リミッツ』                     |
| ワイフビーター                     | 3  | 2000年10月7日  | ニュージャージー州ソウェル       | 於『ルールズ・ワー・メイド・トゥー・ビー・ブロークン』   |
| ネイト・ヘイトリッド               | 1  | 2000年11月11日 | ニュージャージー州ソウェル       | 於『ジャージー・ルールズ』                               |
| ワイフビーター                     | 4  | 2001年1月21日  | デラウェア州スマーナ             | 於『デラウェア・インベーション』                         |
| ロボ                               | 3  | 2001年2月10日  | ニュージャージー州ソウェル       | 於『クラッシング・ザ・コンペティション』                 |
| ニック・モンド                     | 1  | 2001年6月9日   | ニュージャージー州ソウェル       | 於『ブレイクアウェイ・ブロウル』                         |
| ニック・ゲージ                     | 2  | 2001年7月28日  | ニュージャージー州ソウェル       | 於『ワット・アバウト・ロボ？』                           |
| ニック・バーク                     | 1  | 2001年10月27日 | ニュージャージー州ソウェル       | 於『アンド・ジャスティス・フォー・オール』               |
| アダム・フラッシュ                 | 1  | 2001年12月15日 | ペンシルベニア州フィラデルフィア | 於『ケージ・オブ・デス3』                                |
| ニック・モンド                     | 2  | 2002年5月11日  | ペンシルベニア州フィラデルフィア | 於『ハイ・ステークス』                                   |
| ジャスティス・ペイン               | 2  | 2002年6月8日   | ペンシルベニア州フィラデルフィア | 於『ベスト・オブ・ザ・ベストⅡ』                          |
| アダム・フラッシュ                 | 2  | 2002年7月13日  | ペンシルベニア州フィラデルフィア | 於『デジャ・ヴ』                                         |
| メサイア                           | 1  | 2002年10月12日 | ペンシルベニア州フィラデルフィア | 於『ビヨンド・ザ・バリアー』                             |
| ニック・モンド                     | 3  | 2003年2月8日   | ペンシルベニア州フィラデルフィア | 於『アンシビライズド』                                   |
| トレント・アシッド                 | 1  | 2003年9月13日  | ペンシルベニア州フィラデルフィア | 於『リデファインド』                                     |
| ジミー・レイブ                     | 1  | 2003年12月13日 | ペンシルベニア州フィラデルフィア | 於『ケージ・オブ・デスⅤ』                                |
| クリス・ヒーロー                   | 1  | 2004年5月1日   | ペンシルベニア州フィラデルフィア | 於『アポカリプス』                                       |
| ビー・ボーイ                       | 1  | 2004年12月11日 | ペンシルベニア州フィラデルフィア | 於『ケージ・オブ・デスⅥ』                                |
| フランキー・ザ・モブスター         | 1  | 2005年2月5日   | ペンシルベニア州フィラデルフィア | 於『オンリー・ザ・ストロング：スカード・フォー・ライフ』 |
| ケビン・スティーン                 | 1  | 2005年8月13日  | ペンシルベニア州フィラデルフィア | 於『デジャ・ヴ3：ワイヤード』                            |
| ルフィスト                         | 1  | 2006年8月12日  | ペンシルベニア州フィラデルフィア | 於『トラップド』                                         |
| DJハイド                           | 1  | 2007年2月10日  | ペンシルベニア州フィラデルフィア | 於『ヘイト』(H8)                                         |
| トビー・クライン                   | 1  | 2007年5月12日  | ペンシルベニア州フィラデルフィア | 於『リストア・ジ・オーダー』                             |
| DJハイド                           | 2  | 2007年9月8日   | ペンシルベニア州フィラデルフィア | 於『クリス・キャッシュ・メモリアル・ショー』             |
| ジョーカー                         | 1  | 2007年11月10日 | ペンシルベニア州フィラデルフィア | 於『ナイト・オブ・インファミー』                         |
| ブレイン・ダメージ                 | 1  | 2008年1月12日  | ペンシルベニア州フィラデルフィア | 於『ニュー・イヤーズ・リソリューションズ』               |
| DJハイド                           | 3  | 2008年6月14日  | ペンシルベニア州フィラデルフィア | 於『サマー・スクール』                                   |
| ブレイン・ダメージ                 | 2  | 2008年7月12日  | ペンシルベニア州フィラデルフィア |                                                          |
| サミー・カリハン                   | 1  | 2009年2月14日  | ペンシルベニア州フィラデルフィア |                                                          |
| エゴティスティコ・ファンタスティコ | 1  | 2009年6月13日  | ペンシルベニア州フィラデルフィア | 於『ベスト・オブ・ザ・ベスト・2009・ファイナルズ』       |
| 廃止                               |    | 2009年7月11日  |                                  |                                                          |